# Хрукалова Зінаїда Семенівна
Зінаї́да Семе́нівна Хрука́лова (* 25 червня 1907, с. Новий Єгорлик, тепер Сальського району Ростовської області Росії — † 10 березня 1994, Дніпропетровськ) — українська драматична акторка. Народна артистка УРСР (1951).

## Біографічні дані
Закінчила Державний музично-драматичний інститут імені М. В. Лисенка в Києві (1929).
Працювала в Київському театрі імені Івана Франка (1929—1932), Одеській драмі ім. Революції (1932—1933) і в Дніпропетровському українському драматичному театрі імені Тараса Шевченка.

## Головні ролі
- Анна («Украдене щастя» Івана Франка),
- Маруся («Маруся Богуславка» Михайла Старицького),
- Марія Тюдор (в однойменній драмі Віктора Гюґо),
- Донна Анна («Камінний господар» Лесі Українки),
- Леді Мільфорд («Підступ і кохання» Й.-Ф. Шіллера),
- Комісар («Оптимістична трагедія» В. Вишневського) та ін.